# Saputo
Saputo ist ein in Montreal ansässiges kanadisches Molkereiunternehmen, das 1954 vom italienischen Einwanderer G. Saputo gegründet wurde und Milchprodukte aller Art sowie Pizzaprodukte, Gebäck und Snacks erzeugt. Es befindet sich unter den zehn größten Molkereiunternehmen in der Welt. Nach einem Wachstum in der Heimatregion Quebec hat sich das Unternehmen durch Fusionen und Übernahmen erweitert. Es ist im Aktienindex S&P/TSX 60 gelistet.

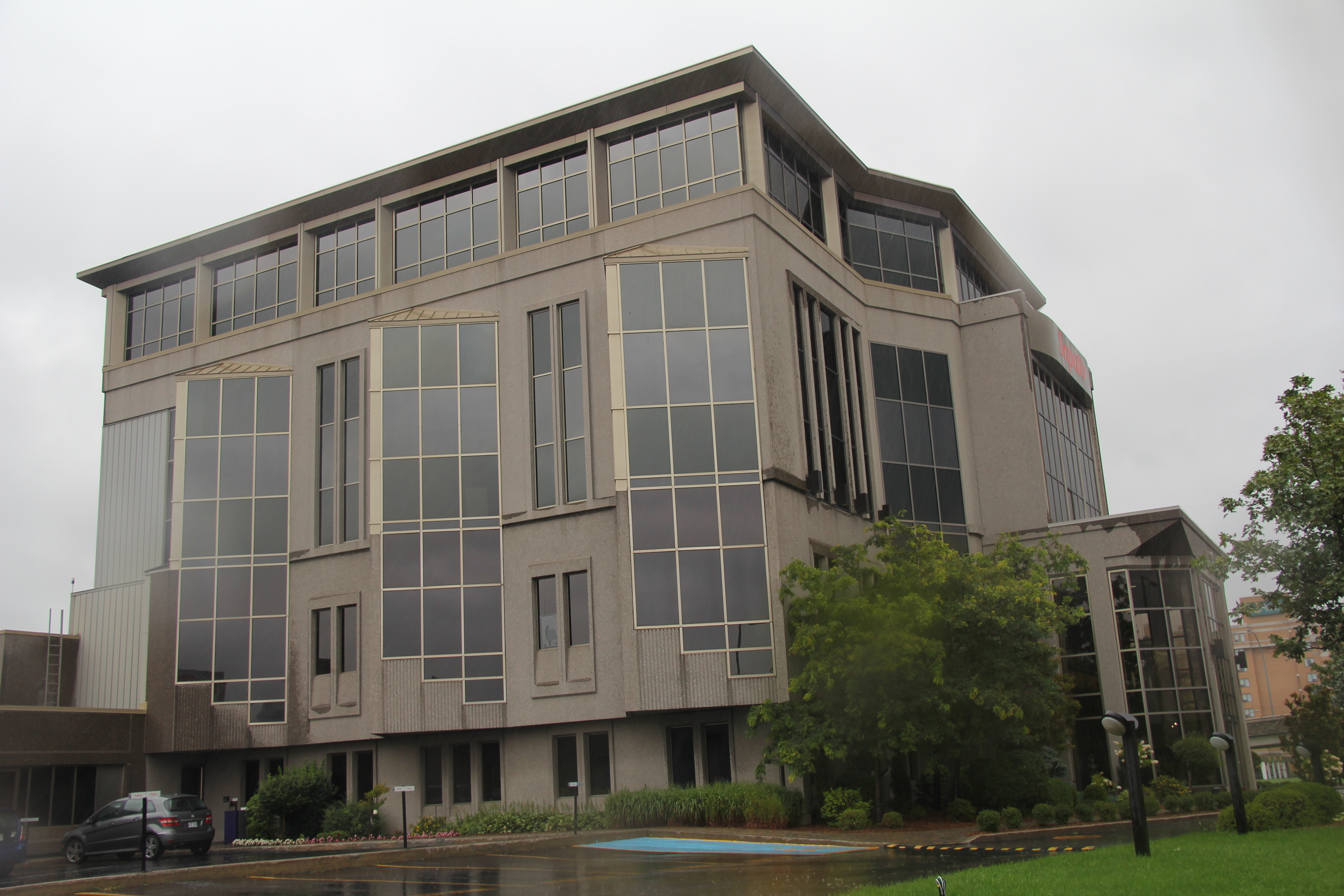
Firmensitz in Montreal

Saputo hat 51 Produktionsstätten weltweit, davon 23 in Kanada, 24 in den USA und jeweils 2 in Australien und Argentinien. Das Unternehmen hatte Produktionsstätten auch in Wales und Deutschland von 2006 bis 2013. Es ist das größte Molkereiunternehmen in Kanada, das drittgrößte in Argentinien und das viertgrößte in Australien. Etwa ein Drittel des Umsatzes wird in den USA generiert.

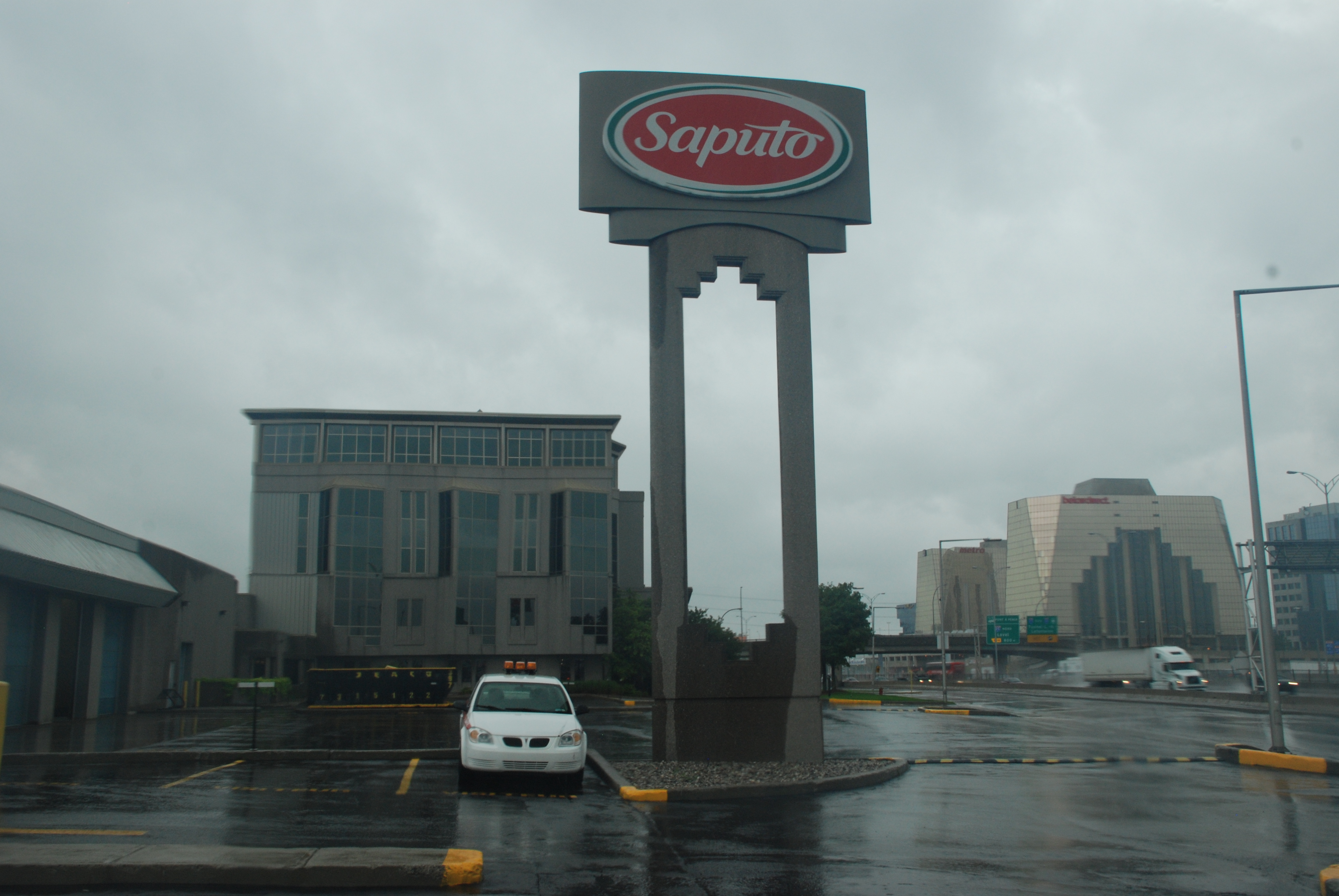
Werk in Montreal

## Geschichte
Im Jahre 1950 verließen der Käsemeister Giuseppe Saputo und sein ältester Sohn Frank ihr kleines Dorf Montelepre auf Sizilien und emigrierten nach Kanada. Im Jahre 1952 folgte der Rest der Familie. Nach schwierigen ersten Jahren in Montreal überzeugte Lino Saputo seinen Vater Giuseppe, sein eigenes Unternehmen zu gründen. Im September 1954 kaufte Giuseppe für $ 500 eine grundlegende Ausrüstung und ein Fahrrad für Lieferungen. Dies war der Beginn des Unternehmens. 1957 wurde die erste Produktionsstätte in Montreal Saint-Michel gebaut. Dieses Ereignis fiel mit dem plötzlichen Anstieg der Popularität der Pizza bei den nordamerikanischen Verbrauchern zusammen.
In den 1960er-Jahren erfuhr Saputo eine erhebliche Wachstumsperiode, da die Nachfrage nach seinen Produkten stieg. In den 1970er-Jahren kaufte Saputo mehrere Produktionsstätten und entwickelte sein eigenes, nationales Vertriebsnetz. Saputo wurde zum wichtigsten Mozzarella-Hersteller Kanadas. Während der 1980er Jahre erwarb Saputo ein Werk für Molkeverarbeitung. Die Gesellschaft betrat zum ersten Mal mit der Übernahme von zwei Werken den Markt der Vereinigten Staaten.
Im Jahre 1997 ging das Unternehmen in Kanada an die Börse. Das Unternehmen verdreifachte seine Größe und wurde durch die Übernahme von „Stella Foods“ einer der führenden Naturkäsehersteller der Vereinigten Staaten. Saputo übernahm auch die kanadische „Crémerie des Trois-Rivières Ltee.“, um in den Flüssigmilchmarkt einzutreten. 1999 erwarb Saputo „Culinar Inc.“, einen führenden Hersteller von Snack-Kuchen, Brot, Suppen und Keksen in Kanada.
Im Jahre 2001 wurde Saputo die Nummer eins in der kanadischen Milchverarbeitungsindustrie durch die Akquisition von „Dairyworld Foods“, einem wichtigen kanadischen Produzenten von Flüssigmilch, Käse und anderen Milchprodukten. Dairyworld Foods war ein Produktionszweig von „Agrifoods International Cooperative Ltd.“ Agrifoods International selbst war das Ergebnis einer Reihe von Fusionen zwischen Molkereigenossenschaften in Westkanada in den 1990er-Jahren. „Armstrong“-Käse war früher ein unabhängiger Käsehersteller in Armstrong, British Columbia, der 1997 von Dairyworld Foods erworben wurde. Nach der Übernahme durch Saputo wurde die Produktion in Armstrong geschlossen.
Saputo schloss eine Partnerschaft mit „Dare Foods“ über die Herstellung und Vermarktung von Keksen, Brot und Suppen aus seiner Übernahme von „Culinar“. Im Jahre 2003 wurde Saputo durch den Erwerb der Marken „Treasure Cave“ und „Nauvoo“ führend in der Blauschimmelkäse-Produktion für die USA. Im gleichen Jahr expandierte das Unternehmen über Nordamerika hinaus durch die Akquisition von „Molfino Hermanos SA“, Argentiniens drittgrößtem Milchverarbeiter. Im Jahre 2005 wuchs Saputo weiterhin durch den Erwerb von Mehrheitsbeteiligungen an der in Quebec beheimateten „Fromage Côté SA“, ferner der „Kingsey Distributions Inc.“ als auch „Schneider Cheese, Inc.“, einem amerikanischen Käsehersteller.
Durch Übernahme der Spezialitäten-Käserei De Lucia in Heiden im Münsterland, die italienische Käsesorten wie Mozzarella, Ricotta und Mascarpone produzierte, betrat Saputo 2006 den europäischen Markt. Im April 2007 übernahm Saputo die Mehrheitsbeteiligung an dem industriellen Käsegeschäft von der Genossenschaft Land O’Lakes West Coast. Die Aktivitäten umfassten die Produktion von Mozzarella und Provolone in Tulare, Kalifornien. Saputo betrat ein weiteres Mal den europäischen Markt durch den Erwerb der Mehrheitsbeteiligung an „Dansco Dairy Products Limited“ im März 2007 mit Sitz in Newcastle Emlyn, Wales, Großbritannien. Dansco produziert hauptsächlich Mozzarella. 2013 zog sich Saputo wieder aus Europa zurück, da die vorgesehene kritische Größe nicht erreicht wurde. Das Werk in Deutschland wurde an die kleine Velener Molkerei Wiegert verkauft und wird seitdem unter der Bezeichnung „Spezialitäten-Käserei Wiegert“ geführt.
Im April 2008 übernahm das Unternehmen die Mehrheitsbeteiligung an der in Wisconsin ansässigen „Alto Dairy Cooperative“. Die Geschäftsfelder umfassen die Produktion von italienischen und amerikanischen „Style-Käse“ sowie Molke, die im ganzen Land unter verschiedenen Markennamen vertrieben werden. Im Dezember 2008 übernahm Saputo die Aktivitäten der „Neilson Dairy“, einer Division von „Weston Foods (Canada) Inc.“, die primär Milch und Sahne in Ontario vertreibt. Im Juni 2009 schloss Saputo die Übernahme des Unternehmens „F & A-Dairy of California Inc.“ ab, das Mozzarella, Provolone und Molkeprodukte in einem Werk in Newman, Kalifornien, herstellt.
Im Januar 2013 übernahm Saputo von „Dean Foods Company“ die US-Firma „Morningstar Foods LLC“. Das US-Unternehmen macht 2/3 seines Umsatzes mit Produkten, die an Restaurants verkauft werden, einschließlich Kaffee, Sahne, Eis, Hüttenkäse und saure Sahne. Im Februar 2014 erwarb Saputo 87,92 % an „Warrnambool Cheese and Butter Factory Holdings Ltd.“, dem viertgrößten Molkereiunternehmen in Australien. Im April 2014 erwarb Saputo die Flüssigmilchaktivitäten von „Scotsburn Co-Operative Services Ltd.“ in Kanada. Die Geschäftsfelder bestehen aus der Herstellung von Milch, Sahne, saurer Sahne, Eiscreme-Mix und Hüttenkäse. Im Mai 2015 kaufte diese australische Tochtergesellschaft das „everyday cheese business“ (“EDC Business”) von Lion-Dairy & Drinks Pty Ltd. in Victoria, Australien.

## Handelsmarken
Die Anzahl der Handelsmarken ist groß. Es gibt 650 in Kanada registrierte Schutzmarken. Die wichtigsten sind: Saputo, Alexis de Portneuf, Armstrong, Bari, Baxter, Black Creek, COON, Cracker Barrel*, Dairyland, DairyStar, Dragone, DuVillage 1860, Friendship, Frigo Cheese Heads, Great Midwest, Kingsey, La Paulina, Milk2Go/Lait’s Go, Mil Lel, Neilson, Nutrilait, Organic Creamery, Ricrem, Salemville, Scotsburn*, Stella, Sungold and Treasure Cave.